# Koff (ölmärke)

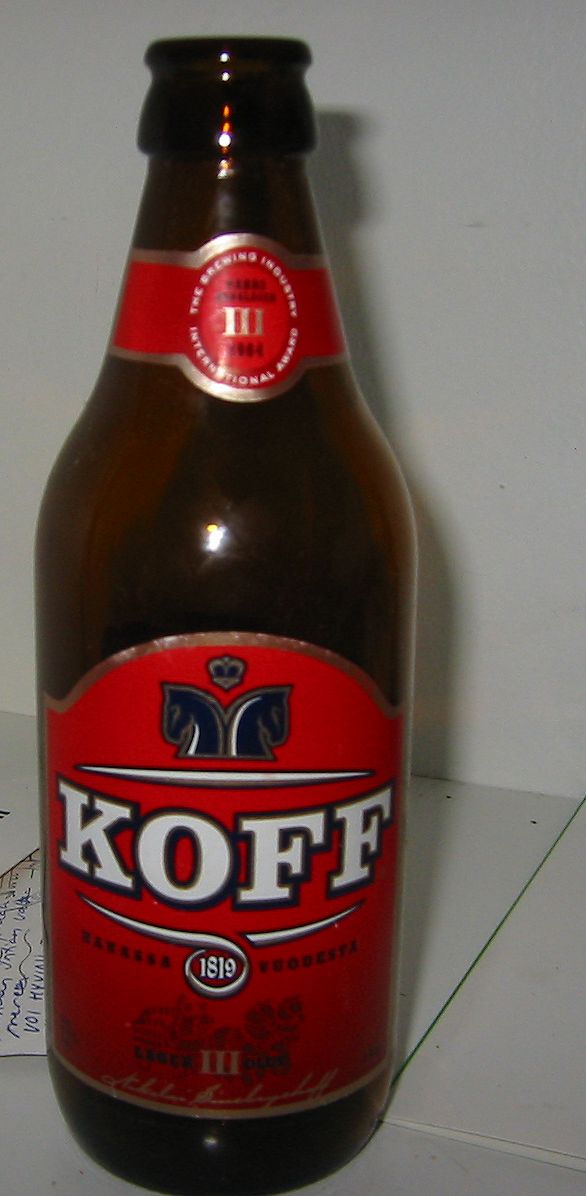
En Koff III-flaska

Koff är ett finländskt ölmärke som bryggs av Oy Sinebrychoff Ab.

## Ölvarianter
- KOFF I (2,5% alkohol)
- KOFF III (4,5% alkohol)
- KOFF IVA (5,2% alkohol)
- KOFF IVB (7,5% alkohol)
- KOFF Indian Beer (4,4% alkohol, tillverkat med majsstärkelsesirap)
- KOFF Lite (4,2% alkohol)